# Ertebølle
Ertebølle is een gehucht in de Deense gemeente Vesthimmerland. Het gehucht ligt aan de oostoever van de Limfjord. Ertebølle is bekend geworden omdat vlak bij het gehucht overblijfselen zijn gevonden van een cultuur uit het Mesolithicum. Deze cultuur staat sindsdien bekend als de Ertebøllecultuur.
In het plaatsje is een museum waar een overzicht wordt gepresenteerd van de vondsten, en de Ertebøllecultuur in perspectief wordt geplaatst.